# Tony Mauricio
Tony Mauricio, né le 22 mars 1994 à Limoges, est un footballeur français.

## Biographie
Tony Mauricio commence le football dans le club de sa ville natale, le Limoges FC où il devient le chouchou des supporters. En 2013, il rejoint La Berrichonne de Châteauroux. Après une saison avec l'équipe réserve, il fait ses débuts professionnels en Ligue 2 le 19 septembre 2014 face à l'AS Nancy-Lorraine. Il est titulaire pour la première fois le 3 octobre 2014 sur la pelouse de l'AC Arles-Avignon et il y inscrit son premier but.
En fin de saison, Châteauroux est relégué en National. Mauricio refuse alors de signer pro avec la Berrichonne et rejoint l'US Boulogne. Il joue son premier match le 7 août 2015 à Épinal. Le 18 décembre 2015, il marque son premier but avec Boulogne sur la pelouse de Sedan et il permet à son équipe de remporter le match (2-1). La saison suivante est celle de la confirmation, il inscrit 8 buts en 29 matchs de championnat et il délivre 10 passes décisives. Il est en outre le joueur de National ayant délivré le plus de passes clés. En mai 2017, les entraîneurs de National l'élisent dans l'équipe-type de la saison pour le site Foot-National, en tant que remplaçant.
Sa bonne saison lui ouvre les portes de l'échelon supérieur et il rejoint le Valenciennes FC pour trois ans le 22 juin 2017. Il joue son premier match le 28 juillet 2017 en entrant en jeu face au Gazélec Ajaccio. La semaine suivante, il est titulaire pour la première fois lors d'un déplacement chez l'un de ses anciens clubs, Châteauroux, et il délivre une passe décisive à Lebo Mothiba qui donne la victoire à son équipe (1-0). Le 22 août 2017, il inscrit son premier but sous ses nouvelles couleurs lors du deuxième tour de la Coupe de la ligue face au Stade de Reims. Le 17 novembre 2017, il marque un doublé à Bourg-en-Bresse. Arrivé en qualité de remplaçant, ses qualités techniques lui permettent de devenir un cadre de l'effectif valenciennois.
La saison suivante il inscrit sept buts et délivre neuf passes décisives. 
Le 12 juin 2019, il s'engage pour la troisième fois d'affilée dans un club du Nord-Pas-de-Calais au Racing Club de Lens pour une durée de contrat de quatre ans.
Le 25 juin 2021, Tony Mauricio signe pour trois saisons avec le FC Sochaux-Montbéliard.
Le 10 février 2024, onze mois après son dernier match avec le FCSM et âgé de 29 ans, Tony Mauricio annonce sa fin de carrière, précipitée par une blessure au genou ne lui permettant pas de rejouer au football de haut niveau. 

## Statistiques
| Saison                | Club                  | Championnat           | Championnat | Championnat | Championnat | Coupe nationale | Coupe nationale | Coupe nationale | Coupe de la Ligue | Coupe de la Ligue | Coupe de la Ligue | Total | Total | Total |
| Saison                | Club                  | Division              | M.          | B.          | P.d.        | M.              | B.              | P.d.            | M.                | B.                | P.d.              | M.    | B.    | P.d.  |
| 2014-2015             | LB Châteauroux        | Ligue 2               | 6           | 1           | 0           | 2               | 0               | 0               | -                 | -                 | -                 | 8     | 1     | 0     |
| Sous-total            | Sous-total            | Sous-total            | 6           | 1           | 0           | 2               | 0               | 0               | -                 | -                 | -                 | 8     | 1     | 0     |
| 2015-2016             | US Boulogne           | National              | 25          | 2           | 3           | 2               | 0               | 0               | -                 | -                 | -                 | 27    | 2     | 3     |
| 2016-2017             | US Boulogne           | National              | 29          | 8           | 0           | 1               | 0               | 0               | -                 | -                 | -                 | 30    | 8     | 0     |
| Sous-total            | Sous-total            | Sous-total            | 54          | 10          | 3           | 3               | 0               | 0               | -                 | -                 | -                 | 57    | 10    | 3     |
| 2017-2018             | Valenciennes FC       | Ligue 2               | 34          | 6           | 1           | 3               | 2               | 0               | 2                 | 1                 | 1                 | 39    | 9     | 2     |
| 2018-2019             | Valenciennes FC       | Ligue 2               | 37          | 7           | 9           | 3               | 1               | 3               | 1                 | 0                 | 0                 | 41    | 8     | 12    |
| Sous-total            | Sous-total            | Sous-total            | 71          | 13          | 10          | 6               | 3               | 3               | 3                 | 1                 | 1                 | 80    | 17    | 14    |
| 2019-2020             | RC Lens               | Ligue 2               | 27          | 4           | 3           | 1               | 0               | 0               | 2                 | 0                 | 0                 | 30    | 4     | 3     |
| 2020-2021             | RC Lens               | Ligue 1               | 26          | 0           | 4           | 2               | 0               | 0               | -                 | -                 | -                 | 28    | 0     | 4     |
| Sous-total            | Sous-total            | Sous-total            | 53          | 4           | 7           | 3               | 0               | 0               | 2                 | 0                 | 0                 | 58    | 4     | 7     |
| 2021-2022             | FC Sochaux            | Ligue 2               | 38          | 6           | 7           | 1               | 0               | 0               | -                 | -                 | -                 | 39    | 6     | 7     |
| 2022-2023             | FC Sochaux            | Ligue 2               | 33          | 6           | 6           | 2               | 2               | 2               | -                 | -                 | -                 | 35    | 8     | 8     |
| Sous-total            | Sous-total            | Sous-total            | 71          | 12          | 13          | 3               | 2               | 2               | -                 | -                 | -                 | 74    | 14    | 15    |
| Total sur la carrière | Total sur la carrière | Total sur la carrière | 255         | 40          | 33          | 17              | 5               | 5               | 5                 | 1                 | 1                 | 277   | 46    | 39    |

## Palmarès

### En club
Tony Mauricio est vice-champion de France de Ligue 2 avec le RC Lens en 2020. 
| RC Lens                           |
| --------------------------------- |
| - Ligue 2 - Vice-Champion : 2020. |